# Contea di Carlisle
La contea di Carlisle in inglese Carlisle County è una contea dello Stato del Kentucky, negli Stati Uniti. La popolazione al censimento del 2000 era di 5 351 abitanti. Il capoluogo di contea è Bardwell